# Abraham Maaßen am Riesenberge
Abraham Maaßen am Riesenberge ist der Name eines  stillgelegten Bergwerks im Bergrevier Johanngeorgenstadt im sächsischen Erzgebirge.

## Lage und Geschichte
Das Bergwerk befand sich am Riesenberg zwischen Eibenstock und Johanngeorgenstadt. Es war bekannt für das Vorkommen von sehr kleinen tiefblauen Kristallen, die auf Brauneìsenerz saßen.
Das Berggebäude befand sich bis 1866 im alleinigen Besitz des Schwarzenberger Berggeschworenen William Tröger, der es in jenem Jahr offen ließ. Der Steiger M. F. Thallwitzer aus dem Auersberger Grund übernahm es daraufhin und der Schichtmeister Heyn aus Johanngeorgenstadt wurde als Betriebsleiter eingesetzt. Kurz darauf wurde Abraham Maaßen mit dem Alte Männer Erbstolln am Riesenberge vereinigt. Der Betrieb des Bergwerks lohnte sich nicht mehr und wurde noch im ausgehenden 19. Jahrhundert völlig eingestellt. Heute sind kaum noch Überreste im Gelände zu erkennen.